# Barbalbero
(J. R. R. Tolkien, Il Signore degli Anelli, Le due torri, cap. IV: Barbalbero)
Barbalbero (Treebeard) o (in Sindarin) Fangorn è un personaggio di Arda, l'universo immaginario fantasy creato dallo scrittore inglese J. R. R. Tolkien. Compare nel romanzo Il Signore degli Anelli.
All'interno del corpus dello scrittore, Barbalbero è sicuramente il più antico degli Ent, ed è anche chiamato il "Pastore degli Alberi" per eccellenza. Il ruolo di Barbalbero ne Il Signore degli Anelli è, inizialmente, quello di badare a Meriadoc Brandibuck nel film nominato Merry e Peregrino Tuc ovvero Pipino dopo la loro fuga dagli Orchi, ma successivamente la sua importanza sarà ancora maggiore in quanto diventerà l'artefice dell'ultima marcia degli Ent, evento che segnerà l'invasione di Isengard e la sconfitta di Saruman, stregone passato dalla parte delle forze oscure.

## Creazione e sviluppo del personaggio
Barbalbero compare ufficialmente nel secondo romanzo de Il Signore degli Anelli, Le due torri. Tuttavia, durante lo sviluppo del romanzo La Compagnia dell'Anello, Tolkien aveva già in mente il personaggio e lo menzionò, per la prima volta, per bocca di Gandalf prima dell'inizio del Consiglio di Elrond. Originariamente, Tolkien scrisse che Barbalbero imprigionava Gandalf nella foresta di Fangorn, provocando il ritardo dello stregone alla locanda de Il Puledro Impennato, luogo in cui il mago doveva riunirsi con gli Hobbit protagonisti. Tale idea, in seguito, venne modificata dall'autore che sostituì Barbalbero prima con Cavalieri Neri ed infine con Saruman. Gandalf, invece di essere rinchiuso a Fangorn, veniva imprigionato a Isengard.
In un manoscritto datato alla fine del mese di luglio 1939, Tolkien descrive l'incontro tra Barbalbero e Frodo Baggins nella foresta di Doriath. L'ambientazione presentava molte caratteristiche tipiche di una precedente opera di Tolkien, Lo Hobbit. L'incontro avveniva tra i due personaggi quasi per caso, mentre Frodo gironzolava nella foresta, descritta qui come giardino di fiori giganti i cui steli sembravano tronchi d'albero agli occhi del piccolo Hobbit. Improvvisamente accadeva l'incontro tra quest'ultimo e Barbalbero, descritto qui come un essere maligno, seppur simpatico agli occhi del protagonista.
Successivamente, dopo la conclusione del capitolo "Il Consiglio di Elrond", Tolkien si concentrò su quello seguente intitolato "Molte riunioni", nel quale inserì alcune informazioni riguardo alla fisicità e alla personalità del personaggio: la somiglianza ad un albero, la bontà del personaggio rispetto alla precedente descrizione e l'altezza di circa 50 metri ecc.. In questa bozza, tuttavia, la storia era molto differente da quella originale: Barbalbero, infatti, incontrava Frodo dopo che quest'ultimo si era separato dal resto della Compagnia dell'Anello, la quale era stata nel frattempo catturata dai servitori di Sauron, e aiutava lo Hobbit in diverse battaglie.
Nelle bozze successive, invece, Tolkien ritornò a modificare il personaggio di Barbalbero, riproponendolo nella veste di antagonista.. Solo dopo un'ulteriore modifica, Tolkien decise di rendere, definitivamente, Barbalbero un personaggio buono e cominciò anche a scrivere l'incontro tra l'Ent e Merry e Pipino. Nei primi bozzetti, Barbalbero partecipava anche alla battaglia nei campi del Pelennor, ma poi Tolkien bocciò l'idea e modificò ulteriormente la trama sul personaggio.

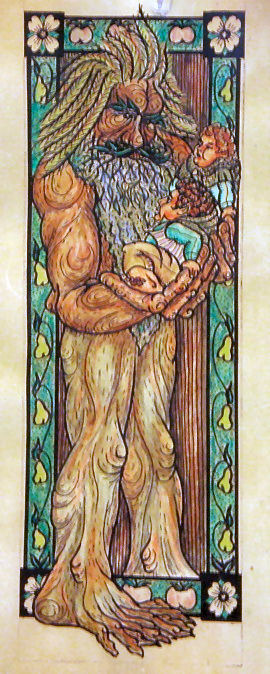
Barbalbero tiene in braccio Merry e Pipino, in un'illustrazione di Tom Loback

## Biografia del personaggio
Barbalbero è il primo Ent che fu creato da Ilúvatar immediatamente dopo la creazione dei Nani da parte di Aulë su richiesta di Yavanna, affinché custodissero le creature di quest'ultima. Non è noto se gli Ent furono fatti addormentare fino al Risveglio degli Elfi, come accadde per i Nani, o se gli fu concesso di girare liberamente nelle foreste. Da una parte Ilúvatar voleva che i primi a camminare per la Terra di Mezzo dopo gli Ainur fossero i suoi figli, ovvero gli Elfi. Dall'altra parte, Barbalbero dice di essere la creatura vivente più antica nella Terra di Mezzo. Le parole di quest'ultimo sembrano andare contro la logica di Ilúvatar e creano anche confusione con Tom Bombadil che è altresì riconosciuto come il più anziano. È pensiero comune degli studiosi dell'opera di Tolkien che sia la cosa vivente e al contempo pensante più antica nella Terra di Mezzo, poiché Tom Bombadil sembra non essere esattamente un membro di alcuna razza. Non si sa con precisione quanto siano durati gli Anni degli Alberi (durante i quali gli Elfi si svegliarono) dal punto di vista del computo solare, o quando i Nani o gli Ent furono creati, quindi non si può sapere nemmeno l'età esatta di Barbalbero.
Durante la Guerra dell'Anello, Barbalbero venne a conoscenza della follia di Saruman che lo portò a sradicare numerosi alberi ai confini tra Isengard e la Foresta di Fangorn. Barbalbero si infuriò per le malefatte di Saruman a tal punto da risvegliare tutti gli Ucorni e gli Ent della foresta, chiamandoli in guerra. Grazie a lui ebbe così inizio l'ultima marcia degli Ent, i quali distrussero le fucine di Isengard e uccisero tutti gli Orchi rimasti ad Isengard e quelli in fuga dal Fosso di Helm. In seguito Barbalbero prese possesso di Isengard e al suo interno tenne prigioniero Saruman fino alla sconfitta di Sauron.

## Descrizione del personaggio
Barbalbero è alto quattordici piedi ossia circa quattro metri e nell'aspetto è simile ad un albero, come tutti i suoi simili. Tolkien descrive così personaggio:
Sicuramente uno degli aspetti principali riguardo al personaggio è la sua voce. Nel romanzo, Tolkien descrive la sua voce come "bassa e profonda" ed è costantemente accompagnata da sussurri; secondo una leggenda, diffusa negli ambienti di Oxford, la parlata dubbiosa di Barbalbero è ispirata a quella dell'amico di Tolkien, C. S. Lewis, famoso per aver scritto Le cronache di Narnia.
Secondo diversi autori, si può poi riscontrare un'auto-descrizione dello stesso autore nel personaggio di Barbalbero. Ciò è dedotto in quanto sia Tolkien che Barbalbero sono amanti della natura e sono contro l'industrializzazione. Secondo Humphrey Carpenter, Barbalbero simboleggia l'amore e il rispetto degli alberi covato da Tolkien e ciò trova contrasto con la descrizione di Saruman che, invece, rappresenta l'odio che l'autore prova per l'industrializzazione; lo stesso Barbalbero, in un'occasione, definisce lo stregone con "un cervello fatto di metallo e d'ingranaggi" ("a mind like metal and wheels"). legato al fatto che Saruman abbia sfruttato la foresta di Fangorn per trasformare Isengard in una vera e propria industria ai danni della natura. Barbalbero è spesso paragonato a Tom Bombadil, altro personaggio inventato da Tolkien e apparso ne La Compagnia dell'Anello, in quanto entrambi amano la natura e sono tra gli esseri più vecchi della Terra di Mezzo, anche se non è lecito sapere chi dei due è più vecchio dell'altro.

## Adattamenti

### Cinematografici
Nel film di Ralph Bakshi del 1978, l'adattamento animato del Signore degli Anelli, John Westbrook diede la voce a Barbalbero. Stephen Thorne diede la voce invece al personaggio della serie del Signore degli Anelli trasmessa nel 1981 dalla Radio BBC.

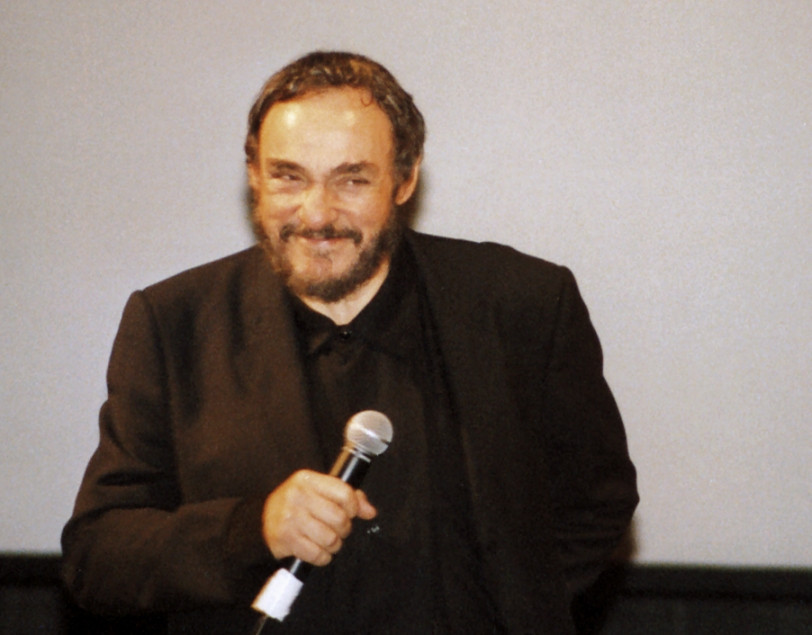
John Rhys-Davies, doppiatore di Barbalbero nella trilogia diretta da Peter Jackson

Nei film di Peter Jackson Il Signore degli Anelli - Le due torri (2002) e Il Signore degli Anelli - Il ritorno del re (2003), Barbalbero è la combinazione di un grande modello animatronico e di una immagine generata al computer (come accaduto anche al personaggio di Gollum). Il design del personaggio venne creato da Daniel Falconer, poi modificato dallo stesso regista, Peter Jackson, nel corso della produzione delle pellicole, mentre il volto venne progettato da Falconer e Shaun Bolton e gli occhi da Gino Acevero. I movimenti del personaggio vennero controllati da una persona per ogni gamba, due per ogni braccio e due per il corpo. Altri si sono quindi occupati dei movimenti facciali opportunamente radio controllati. Per il design del personaggio, gli autori si sono ispirati ad un albero di pohutukawa.
Nella trilogia, la voce del personaggio venne affidata a John Rhys-Davies, che interpretò anche il nano Gimli. In Italia, invece, la voce di Barbalbero venne affidata a Carlo Baccarini. In una scena dell'edizione estesa de Le due torri, Barbalbero salva Merry e Pipino dal vecchio uomo salice che li aveva aggrediti; nel salvarli, l'Ent canta una delle canzoni di Tom Bombadil, esattamente quella riguardo all'uomo salice, omaggiando così il personaggio, poiché escluso dalla trilogia.

### Radiofonici e musical

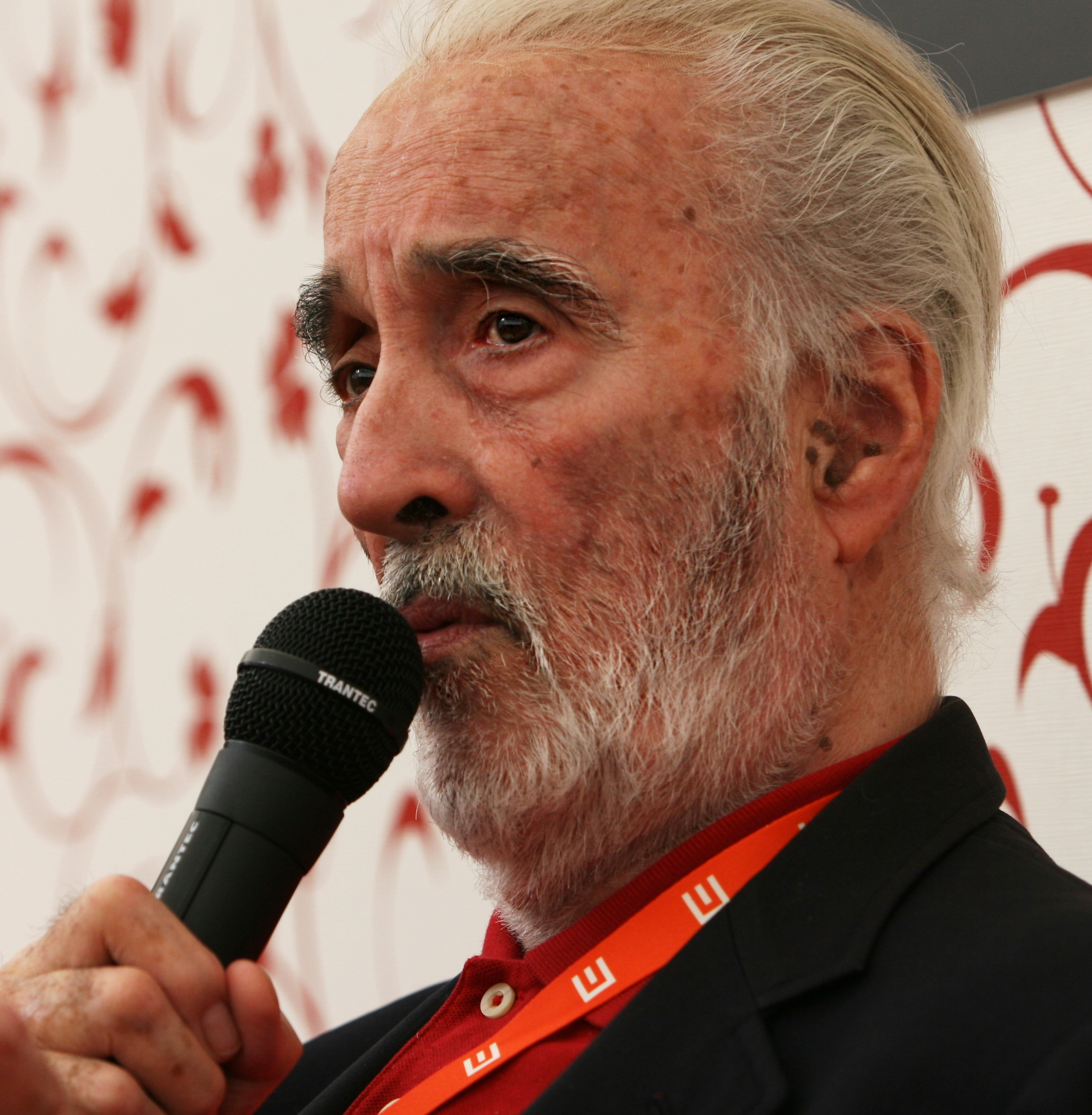
Christopher Lee, doppiatore di Barbalbero nell'album At Dawn in Rivendell

Barbalbero è apparso in molti adattamenti radiofonici de Il Signore degli Anelli. Nel 1952, Barbalbero venne doppiato da Tolkien stesso in una registrazione fatta insieme a dei suoi amici. Tale registrazione venne successivamente pubblicata nel 1975 e Tolkien rimase molto soddisfatto della sua prestazione vocale, così come anche la maggior parte della critica. Il primo adattamento è quello prodotto dalla BBC Radio nel 1956, in cui Barbalbero era doppiato da Valentine Dyall, che però non riscosse il successo sperato; persino Tolkien rimase deluso dell'opera. Nel 1981, il personaggio è stato ridoppiato da Stephen Thorne..
Nell'album At Dawn in Rivendell, creato dal gruppo danese Tolkien Ensembler e uscito nel 2003, la voce di Barbalbero è di Christopher Lee. Lee interpreta due canzoni del personaggio all'interno dell'album: "The Long List of the Ents" (che è più una parlata che una canzone) e "Treebeard's Song".
Barbalbero compare anche nel musical de Il Signore degli Anelli, diretto da Matthew Warchus. Per gli spettacoli che hanno avuto luogo a Toronto, in Canada, nel 2006, Barbalbero è stato interpretato da Shawn Whright, mentre per quelli che hanno avuto luogo presso Londra nel 2007, da Michael Hobbs.

### Illustrazioni
Barbalbero è stato illustrato da Inger Edelfeldt, John Howe, Michael William Kaluta, Rodney Matthews, Stephen Hickman, o Ted Nasmith in varie opere.

### Statua
Nel 1990, gli abitanti di Moseley, vicino a Birmingham nel Regno Unito, suggerirono la possibilità di omaggiare J. R. R. Tolkien che era vissuto dalle loro parti durante la sua infanzia. David Guest, presidente del forum di Mosely, affidò al pronipote di Tolkien, Tim, la creazione di una statua di Barbalbero. La statua è alta sei metri e venne collocata presso una piazza di Moseley, ma successivamente l'autore propose di spostarla in mezzo agli alberi anziché sul manto stradale, così da non intralciare la circolazione delle auto.